# Olympische Sommerspiele 1980/Teilnehmer (Guyana)
| Gelbes Symbol für Goldmedaillen mit stilisierten Olympischen Ringen | Graues Symbol für Silbermedaillen mit stilisierten Olympischen Ringen | Braundes Symbol für Bronzemedaillen mit stilisierten Olympischen Ringen |
| ------------------------------------------------------------------- | --------------------------------------------------------------------- | ----------------------------------------------------------------------- |
| —                                                                   | —                                                                     | 1                                                                       |

Guyana nahm an den Olympischen Sommerspielen 1980 in Moskau mit einer Delegation von acht Athleten (sieben Männer und eine Frau) an zehn Wettkämpfen in drei Sportarten teil. Fahnenträger bei der Eröffnungsfeier war der Leichtathlet James Gilkes.
Bei diesen Spielen gelang der erste und bislang einzige Medaillenerfolg Guyanas bei Olympischen Spielen: Der Boxer Michael Parris erreichte im Wettbewerb im Bantamgewicht das Halbfinale und gewann so Bronze. Damit schaffte es die Nation im Medaillenspiegel auf Platz 35.

## Teilnehmer nach Sportarten

### Boxen
Männer
- Fitzroy Brown
Federgewicht: Achtelfinale

- Barry Cambridge
Halbweltergewicht: 1. Runde

- Michael Parris
Bantamgewicht: Bronze

- Alfred Thomas
Mittelgewicht: Achtelfinale

### Leichtathletik
| Männer - James Gilkes 100 Meter: Halbfinale 200 Meter: Halbfinale | Frauen - Jennifer Innis 100 Meter: Vorläufe Weitsprung: 13. Platz |

### Radsport
Männer
- James Joseph
Spring: Hoffnungslauf  nach Achtelfinale

- Errol McLean
1000 Meter Zeitfahren: 14. Platz